# Os 85 Mártires da Inglaterra e de Gales

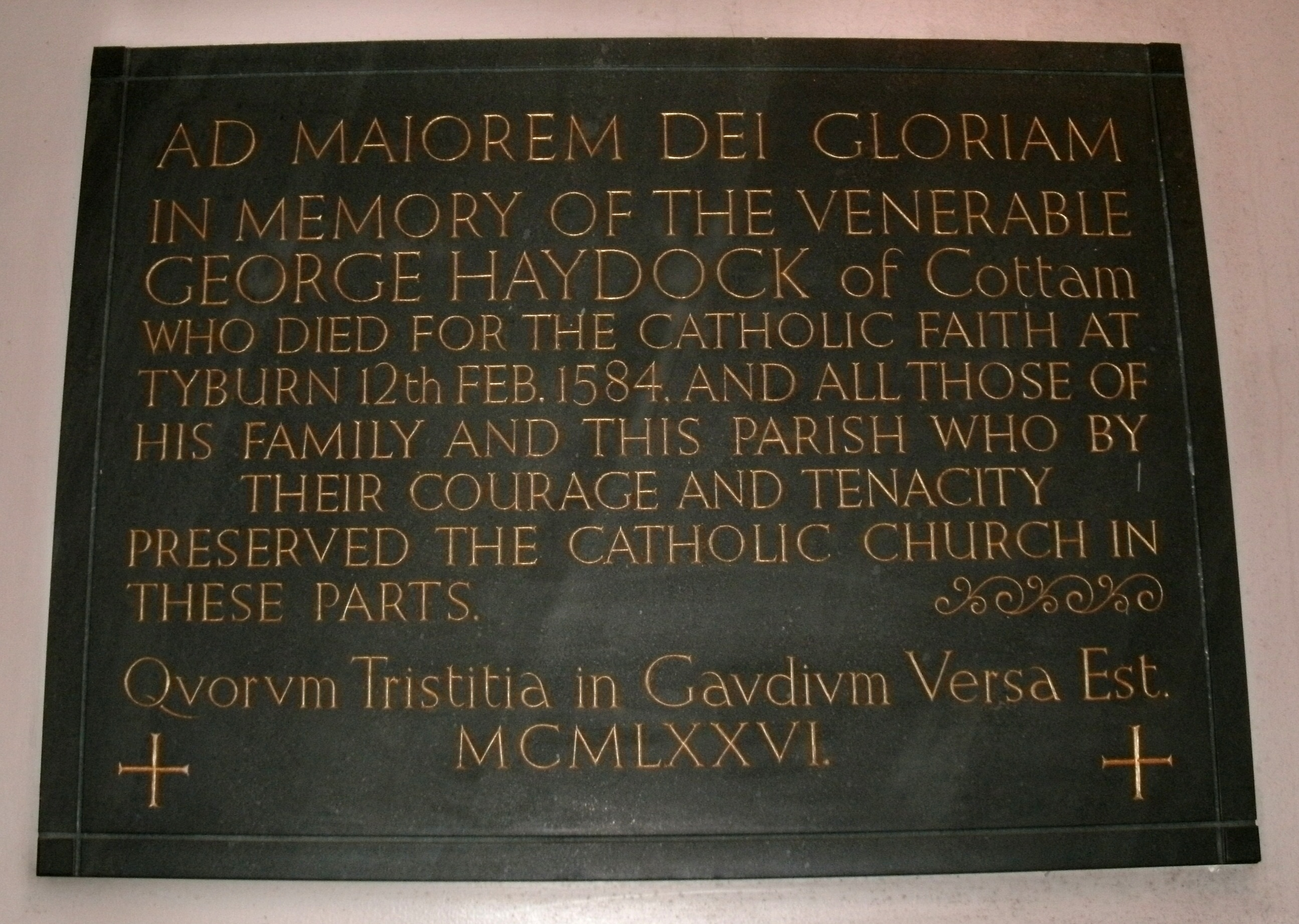
Placa em homenagem a Haydock na igreja de St. Andrew's e Beato George Haydock, Cottam, Lancashire.

Os oitenta e cinco mártires da Inglaterra e do País de Gales, também conhecidos como George Hatdock e quarenta e um mártires companheiros, são um grupo de homens que foram executados sob acusação de traição e crimes relacionados no Reino da Inglaterra entre 1584 e 1679. Dos oitenta e cinco, setenta e cinco (sessenta e um sacerdotes e quatorze leigos) foram executados sob o Ato 1584 contra os jesuítas, etc.
Eles são considerados mártires na Igreja Católica Romana e foram beatificados em 22 de novembro de 1987 pelo papa João Paulo II.

## Lista de nomes individuais
Eles foram escolhidos entre vários padres e leigos executados entre 1584 e 1679. Seus nomes eram: 
- John Adams
- Thomas Atkinson
- Edward Bamber
- George Beesley
- Arthur Bell
- Thomas Belson
- Robert Bickerdike
- Alexander Blake
- Marmaduke Bowes
- John Britton
- Thomas Bullaker
- Edward Burden
- Roger Cadwallador
- William Carter
- Alexander Crow
- William Davies
- Robert Dibdale
- George Douglas
- Robert Drury
- Edmund Duke
- George Errington
- Roger Filcock
- John Fingley
- Matthew Flathers
- Richard Flower
- Nicholas Garlick
- William Gibson
- Ralph Grimston
- Robert Grissold
- John Hambley
- Robert Hardesty
- George Haydock
- Henry Heath
- Richard Hill
- John Hogg
- Richard Holiday
- Nicholas Horner
- Thomas Hunt
- Thurstan Hunt
- Francis Ingleby
- William Knight
- Joseph Lambton
- William Lampley
- John Lowe
- Robert Ludlam
- Charles Mahoney
- Robert Middleton
- George Nichols
- John Norton
- Robert Nutter
- Edward Osbaldeston
- Anthony Page
- Thomas Palasor
- William Pike
- Thomas Pilchard
- Thomas Pormort
- Nicholas Postgate
- Humphrey Pritchard
- Christopher Robinson
- Stephen Rowsham
- John Sandys
- Montford Scott
- Richard Sergeant
- Richard Simpson
- Peter Snow
- William Southerne
- William Spenser
- Thomas Sprott
- John Sugar
- Robert Sutton
- Edmund Sykes
- John Talbot
- Hugh Taylor
- William Thomson
- Robert Thorpe
- John Thules
- Edward Thwing
- Thomas Watkinson
- Henry Webley
- Christopher Wharton
- Thomas Whittaker
- John Woodcock
- Nicholas Woodfen
- Roger Wrenno
- Richard Yaxley

## Festa Litúrgica

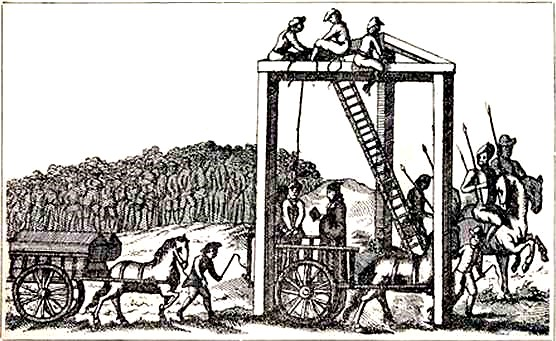
Os 85 Mártires da Inglaterra e de Gales e respetiva secção Festa Litúrgica.

Na Inglaterra, esses mártires, juntamente com os beatificados entre 1886 e 1929, são comemorados em um dia de festa em 4 de maio. Este dia também homenageia os quarenta mártires da Inglaterra e do País de Gales que detêm o posto de santos; os quarenta mártires foram homenageados separadamente em 25 de outubro até que o calendário litúrgico da Inglaterra fosse revisado em 2000.
No País de Gales, o dia 4 de Maio comemora especificamente os mártires beatificados de Inglaterra e do País de Gales. Pelo menos dois dos mártires nomeados neste grupo de 85 - William Davies e Charles Mahoney - têm conexões galesas. No calendário galês, o 25 de outubro ainda é mantido como um banquete distinto dos 'Seis mártires galeses e seus companheiros', como são conhecidos os quarenta mártires canonizados no País de Gales.

## Contexto histórico e acusações de traição
A rainha Elizabeth I foi excomungada pelo papa Pio V, em 25 de Fevereiro de 1570, criando uma situação cheia de perplexidade para os católicos romanos ingleses. Uma vez feita esta declaração, alguns católicos agiram sobre ela, e alguns, sob a influência do embaixador espanholBernardino de Mendoza e outros, foram implicados em conspirações contra Elizabeth, que sem dúvida eram traidoras do ponto de vista do governo inglês. Que um certo grupo de católicos ingleses se rebelou contra Elizabeth não é contestado. Assim, William Allen, com muitos dos exilados de Douai e Louvain, e Robert Persons, com muitos dos jesuítas, via no governo de Elizabeth um perigo maior para os mais altos interesses da Inglaterra do que anteriormente havia sido ameaçado nos casos em que a história justificava a deposição de reis. E a autoridade suprema havia sancionado essa visão. 
Aos olhos de Elizabeth e de seus ministros, essa oposição não passava de alta traição. Mas um grande número de católicos ingleses se recusou a ir tão longe quanto à rebelião. Como John Lingard escreve: 

...entre os católicos ingleses (a bula) serviu apenas para criar dúvidas, dissensões e desânimo. Muitos alegaram que tinha sido emitido por uma autoridade incompetente; outros que não podia vincular os nativos até que fosse levado à execução real por algum poder estrangeiro; todos concordaram que era, a seu ver, um expediente imprudente e cruel, que os tornava passíveis de suspeita de deslealdade, e permitia aos seus inimigos uma presença para os marcar com o nome de traidores.
O papa seguinte, Gregório XIII, em 14 de Abril de 1580 emitiu uma declaração segundo a qual, embora Elizabeth e os seus coadjuvantes continuassem sujeitos à excomunhão, esta não deveria ser vinculativa para os católicos em seu detrimento. A maioria dos católicos romanos ingleses não deu então ao Governo real motivos para suspeitar da sua lealdade, mas persistiu na prática da sua religião, que só foi possível graças à vinda dos padres do seminário. Após a Revolta do Norte, o Parlamento aprovou um estatuto (13 Eliz. C. 2) declarando alta traição a efetivação de qualquer bula papal de absolvição para absolver ou reconciliar qualquer pessoa com a Igreja de Roma, para ser absolvida ou reconciliada, ou para adquirir ou publicar qualquer bula papal ou qualquer outro escrito. Atos puramente religiosos foram declarados pelo Parlamento como traidores. 
O governo de Elizabeth, para seus próprios propósitos, recusou-se a fazer qualquer distinção entre católicos engajados em oposição aberta à rainha e aqueles que foram forçados pela consciência a ignorar as disposições deste estatuto de 1571. Todos foram identificados propositalmente pelo governo e tratados como um para propósitos controversos. 
Essa visão foi apresentada oficialmente em um panfleto de William Cecil, Lord Burghley : 

A Execução da Justiça em Inglaterra pela manutenção da paz pública e cristã, contra certos agitadores de sedição e aderentes aos traidores e inimigos do reino, sem qualquer perseguição por questões de religião, como é falsamente noticiado, e publicado pelos fautoras e promotores das suas traições.
Nele, Burghley não dava crédito aos padres católicos que arriscavam suas vidas por qualquer propósito religioso, mas opinava "os fugitivos do seminário entram secretamente no reino para induzir o povo a obedecer à bula do papa". Sob a lei de 1585, tornou-se alta traição para qualquer sacerdote do seminário, ou qualquer jesuíta, simplesmente vir para a Inglaterra; e crime para qualquer pessoa abrigá-los ou aliviá-los. Burghley insiste que antes da excomunhão ninguém havia sido acusado de crimes capitais com base na religião e traz tudo de volta à questão da bula. O panfleto termina propondo seis perguntas ou testes pelos quais os traidores podem ser distinguidos dos simples estudiosos (as chamadas "perguntas sangrentas"). 

## Controvérsia contemporânea
William Allen, em sua resposta à difamação da justiça inglesa publicada em 1584, juntou-se à edição em todos os pontos, afirmando "que muitos padres e outros católicos na Inglaterra foram perseguidos, condenados e executados por mera questão de religião e por transgressão apenas de novos estatutos que tornam os casos de consciência uma traição sem toda pretensão ou suposição de quaisquer velhas traições ou estatutos para os mesmos". Ele defendeu Edmund Campion e os outros mártires da imputação de traição.

## Referencias
1. ↑  Burton, Many were convicted under extremely biased political trials, if they had a trial at all. All were subjected to the religiously oppressive regimes of the Tudor and Stuart periods. A part of the Protestant purge that lasted for several hundred years.  E., "Accusations of Treason", Catholic Encyclopedia (1912). "The martyrs themselves constantly protested against this accusation of treason, and prayed for the queen on the scaffold. In very many instances they were offered a free pardon if they would attend the Protestant church, and some priests unfortunately yielded to the temptation. But the fact of the offer being made sufficiently shows that religion, not treason, was the ground of their offence."
2. ↑  Patrick Barry.THE PENAL LAWS
3. ↑  National Calendar for England, Liturgy Office for England and Wales. Accessed 2011-11-21.
4. ↑  National Calendar for Wales, Liturgy Office for England and Wales. Accessed 2011-11-21.
5. ↑  Ordo for Wales 2010 Arquivado em 2011-09-30 no Wayback Machine, Diocese of Menevia, pp.277, 294. Accessed 2011-11-21.
6. 1 2  Burton, Edwin. "Accusations of Treason", The Catholic Encyclopedia. Vol. 15. New York: Robert Appleton Company (1912). Retrieved 2011-11-21.